# Burr Oak (Kansas)
Pour les articles homonymes, voir Burr Oak.
Burr Oak est une ville américaine située dans le comté de Jewell, au Kansas. Selon le recensement de 2020, sa population est de 140 habitants.